# 工藤万実
工藤 万実（くどう まみ、1996年8月28日 - ）は、日本の女優である。神奈川県出身。

## 出演

### 舞台・ミュージカル
- 葉っぱのフレディ〜いのちの旅〜（2006年）
- プリンセス・バレンタイン（2008年）
- 葉っぱのフレディ〜いのちの旅〜（2008年） - ペティ 役
- リトルプリンス（2009年）
- アニー（2009年） - ペパー 役
- 葉っぱのフレディ〜いのちの旅〜（2010年） - メアリー 役